# Tramvaj do stanice Touha
Tramvaj do stanice Touha je divadelní hra z roku 1947 napsaná americkým dramatikem Tennessee Williamsem, za kterou dostal Pulitzerovu cenu za drama v roce 1948. Hra byla uvedena na Broadwayi dne 3. prosince 1947 a ukončena 17. prosince 1949 v Ethel Barrymore Theatre. Uvedení na Broadwayi režíroval Elia Kazan a hráli Marlon Brando, Jessica Tandyová, Kim Hunterová a Karl Malden.
V roce 1951 byla natočena stejnojmenná filmová adaptace hry režírovaná Elia Kazanem, která získala řadu cen, včetně akademické ceny pro Vivien Leighovou za roli Blanche Duboisové. V roce 1995 byla uvedena jako stejnojmenná opera s hudbou André Previna v San Francisku.